# Няйс
Няйс (устар. Няис) — река в России, протекает по территории Берёзовского района Ханты-Мансийского автономного округа. Устье реки находится в 658 км по левому берегу реки Северной Сосьвы. Длина реки — 170 км, площадь водосборного бассейна — 3610 км².
Берёт начало восточных склонах хребта Маньхамбо, у подножия горы Хомсенсори. Высота устья — 35,1 м над уровнем моря.

## Притоки
Основные притоки, км от устья:
- 17 км: Кульивъя
- 33 км: Ваныя
- 36 км: Хорпъя
- 45 км: Манья
- 66 км: Лямъя
- 69 км: река без названия
- 80 км: Иоутынья
- 83 км: река без названия
- 95 км: река без названия
- 109 км: Няйсманья
- 133 км: Сысья
- 148 км: Пернахуренья
- 151 км: Хапмаурынья
- 157 км: Маньняис

## Данные водного реестра
По данным государственного водного реестра России относится к Нижнеобскому бассейновому округу, водохозяйственный участок реки — Северная Сосьва, речной подбассейн реки — Северная Сосьва. Речной бассейн реки — (Нижняя) Обь от впадения Иртыша.